# Anagenesia tenera
Anagenesia tenera is een haft uit de familie Palingeniidae. De wetenschappelijke naam van de soort is voor het eerst geldig gepubliceerd in 1883 door Eaton.
De soort komt voor in het Oriëntaals gebied.